# Arteroskleroza
Ateroskleroza ili arterioskleroza je bolest velikih i srednjih mišićnih arterija. Karakteriše se disfunkcijom endotela krvnog suda, vaskulitisom, i nakupljanjem lipida, holesterola, kalcijuma i ćelijskih elemenata unutar zida krvnog suda. Ovaj proces za posledicu ima formiranje plaka, vaskularno remodelovanje, akutnu i hroničnu opstrukciju lumena krvnog suda, poremećen protok krvi, i smanjenu oksigenaciju ciljanih tkiva. 

## Faktori rizika
Brojne studije koje su sprovedene u Evropi i Severnoj Americi su utvrdile brojne faktore rizika za nastanak i razvoj ateroskleroze. Najčešći su hiperlipidemija, povišen krvni pritisak, šećerna bolest, uživanje cigareta, godine, pol. U poslednje vreme se veliki značaj pridaje i novootkrivenim faktorima rizika, koji su ciljana meta budućih medicinskih istraživanja. Među njima se posebno ističu nivo C-reaktivnog proteina u krvi, povećanje nivoa homocisteina i fibrinogena u krvi, kao i povećana frakcija LDL-holesterola.
Ipak, najznačajniji faktori rizika, koji u 50-60% pacijenata sigurno izazivaju razvoj bolesti su:
- hiperlipidemija – utvrđeno je da niži nivo holesterola u krvi sigurno smanjuje rizik od nastanka koronarne ishemijske bolesti;

- hipertenzija – jedan od najčešćih uzročnika ateroskleroze, koronarne bolesti i šloga. Još uvek nije u potpunosti ispitan mehanizam kojim povišen krvni pritisak utiče na razvoj ateroskleroze, ali se pretpostavlja da je u direktnoj vezi sa oštećenjem endotela krvnog suda, i kasnijim alteracijama unutar intime krvnog suda;

- diabetes mellitus ili šećerna bolest – faktor rizika koji je povezan sa hiperlipidemijom i povišenim krvnim pritiskom, poremećajima koagulacije, izrazitim oksidativnim stresom, i funkcionalnim i anatomskim poremećajima u strukturi arterijskih krvnih sudova. Zahvaljujući udruženom dejstvu ovih faktora, šećerna bolest može značajno doprineti razvoju ateroskleroze;

- pušenje – duvanski dim ima kompleksno dejstvo na razvoj ateroskleroze i koronarne bolesti srca. Smatra se da cigarete deluju udružene sa ostalim faktorima rizika, i da izazivaju endotelne disfunkcije. Rizik za nastanak koronarne bolesti se drastično smanjuje prestankom pušenja. Relativni rizik ipak ostaje, jer su istraživanja pokazala da je jednak kod osoba koje su tek prestale sa pušenjem, i koje ne puše najmanje dve godine.

Ateroskleroza je češća kod muškaraca nego kod žena. Razlog ovakvoj disproporciji je što su žene tokom reproduktivnog perioda zaštićene dejstvom polnih hormona. Ipak, nakon menopauze, rizik u žena se značajno povećava, tako da nakon 50 godine, većina žena ima isti faktor rizika za razvoj bolesti kao i muškarci iste starosne dobe. Značajno je i to da klinička manifestacija aterosklerotičnih vaskularnih promena postaje izrazita u periodu između 40 i 70 godine života.

## Mortalitet i morbiditet
Ateroskleroza je među vodećim uzročnicima smrti u zemljama u razvoju, i istraživanja pokazuju da će tako ostati i u prvih petnaest godina 21. veka. U SAD, odgovorna je za smrt najmanje 500 000 ljudi koji umiru od posledica akutnog infarkta miokarda. Poslednjih deset godina postoji blagi pad u oboljevanju u razvijenim zemljama, ali i eksponencijalan rast u zemljama u razvoju, zahvaljujući visokom procentu pušača u opštoj populaciji, i sve većem korišćenju masti u svakodnevnoj ishrani.

## Patofiziologija ateroskleroze
Mehanizam ateroskleroze nije u potpunosti poznat. Među mnoštvom teorija, najrasprostranjenija je teorija „odgovora na povredu”. Povreda endotela, za posledicu ima zapaljenje krvnog suda (vaskulitis) koji sledi proliferacija fibroznog tkiva. Najverovatniji uzroci povrede endotela su oksidovani LDL-holesterol, infektivni agensi, toksini, hiperglikemija, hiperholecistinemija. Oksidovani LDL-holesterol aktivira inflamatorne procese na nivou transkripcije gena, ekspresiju adhezivnih molekula, i regrutovanje monocita/makrofaga.  Ovi cirkulišući monociti infiltriraju intimu krvnog suda, i kao tkivni makrofazi preuzimaju LDL-holesterol, postajući „penaste” ćelije rane ateroskleroze. Ovako aktivirani makrofazi produkuju brojne faktore koji su štetni za endotel krvnog suda.
U aterosklerozi postoji bitna interakcija između ćelijskih elemenata koji učestvuju u patogenezi – endotelnih ćelija, glatkih mišićnih ćelija, leukocita i trombocita.
Najranija aterosklerotična patološka lezija je aterosklerotična masna pruga, koja se javlja u aorti i koronarnim arterijama do 20. godine u najvećem broju slučajeva. Masna pruga je rezultat akumulacije serumskih lipoproteina unutar intime zida krvnog suda. Mikroskopijom su uočljive penaste ćelije, T-limfociti i glatke mišićne ćelije različite veličine.
Masna pruga može prerasti u fibrozni plak. On nastaje kao rezultat progresivne lipidne akumulacije i migracije i proliferacije glatkih mišićnih ćelija. Glatke mišićne ćelije su odgovorne za depoziciju ekstracelularnog matriksa vezivnog tkiva u vidu fibrozne kape, koja pokriva strukture plaka. Rastom fibroznog plaka nastupa vaskularno remodelovanje, sužavanje lumena krvnog suda, smetnje u protoku krvi i smanjena oksigenacija ciljanih tkiva. Plakovi koji se razvijaju mogu imati i sopstvenu krvnu mrežu, vasa vasorum, koja je jako sklona krvarenju, u samim tim uvećanju plaka.

## Kliničke manifestacije bolesti
Simptomatologija ateroskleroze je izuzetno varijabilna. Pacijenti sa aterosklerotičnim promenama mogu imati prisutne simptome koronarne bolesti ili infarkta miokarda, ili prvi simptom može biti naprasna srčana smrt. U značajnom procentu pacijenata sa prisutnim aterosklerotičnim promenama simptomatologija može i izostati. Sama forma ateroskleroze kao bolesti, ukazuje na to da je ona forma hroničnog, progresivnog i degenerativnog oboljenja, sa periodima smirivanja i napredovanja. Bolest je sistemska, i manifestuje se fokalno, zahvatajući različite organske sisteme u različitih pacijenata iz za sada, nepoznatih razloga.
Najčešće kliničke posledice su:
- Lumenska opstrukcija – najčešće je progresivna i asimptomatska, dok fibrozni plak ne opstruira najmanje 50-70% lumena krvnog suda. Tada nastaju prvi simptomi koronarne bolesti, kao posledice smanjenog dopremanja kiseonika krvlju do ciljanog tkiva, odnosno kao posledica disproporcije u potrebi i mogućnosti dopremanja kiseonika u određeno tkivo. Stabilna angina pektoris, intermitentna klaudikacija u donjem ekstremitetu i mezenterična angina mogu biti primeri posledica progresivne lumenske opstrukcije arterijskog krvnog suda.

- Ruptura plaka ili tromboza plaka – nastaju usled oštećenja kape fibroznog plaka, i mogu rezultovati nastankom tromba koji u može u potpunosti opstruirati lumen krvnog suda. Nestabilna angina pektoris, infarkt miokarda, prolazni ishemični napad, šlog mogu biti sekvele delimičnog ili potpunog opstruiranja lumena krvnog suda trombom. Ateroembolizam je posebna komplikacija aterosklerotičnog plaka, koja nastaje najčešće spontano, ili nakon hirurških intervencija na aorti, angiografije ili upotrebe trombolitičkih lekova u pacijenata sa difuznom aterosklerozom.

- Angina pektoris – stanje koje je karakterisano bolom iza grudne kosti, njegovim širenjem najčešće u levu ruku, i mogućom pojavom dispnee, tj. otežanog disanja. Bol je obično prouzrokovan pojačanim fizičkim opterećenjem, a gubi se odmorom i uzimanjem nitratne terapije. Nestabilna angina pektoris predstavlja povećanu frekvenciju i intenzitet bola, a bol se javlja i pri odmoru. Prolongiran anginozni bol je najčešći znak infarkta miokarda.

- Šlog ili cerebralni insult – stanje koje nastaje opstrukcijom krvnih sudova odgovornih za snabdevanje centralnog nervnog sistema. Karakteriše se neurološkim ispadima različitog stepena, i različitog trajanja.

- Periferna vaskularna oboljenja – najčešće se manifestuju kao intermitentna klaudikacija (pojava bola u  muskulaturi ekstremiteta, uzrokovanog nedostatkom kiseonika), impotencija i teže ulceracije i infekcije ekstremiteta.

- Visceralna ishemija

- Mezenterična angina – bol u epigastričnoj ili periumbilikalnoj regiji, udružen sa povraćanjem krvi, prolivom, gubitkom elektrolita i tečnosti, pojavom krvi u stolici i gubitkom težine.

- Aneurizma abdominalne aorte – najčešće je asimptomatsko, ali izrazito opasno oboljenje, zbog mogućnosti rupture i iskrvarenja.

## Znaci bolesti
Najčešće, fizički znaci bolesti su prisustvo povišenog nivoa lipida u krvi, stenoza ili dilatacija velikih mišićnih arterija, ishemija ciljanog organa ili infarkt. Ukoliko se pri pregledu pacijenta uzrokuje bilo koja od kliničkih manifestacija bolesti, stoprocentno se može dijagnostikovati ateroskleroza.
Objektivni znaci aterosklerotičnih promena:
- Hiperlipidemija;
- Bolest koronarnih arterija – četvrti srčani ton, tahikardija, hipotenzija, hipertenzija;
- Cerebrovaskularna bolest – neurološki ispadi, umanjen puls karotidnih arterija, šuštanje u karotidnim arterijama;
- Periferna vaskularna oboljenja – smanjeni periferni puls, periferni arterijski šumovi, periferna cijanoza, gangrena, ulceracije;
- Aneurizma abdominalne aorte – pulsirajuća masa u abdomenu, periferni embolizam, cirkulatorni kolaps;
- Ateroembolizam – gangrena, cijanoza, ulceracije.

## Terapija
Prevencija i terapija ateroskleroze podrazumeva pre svega eliminisanje poznatih faktora rizika. To podrazumeva:
- regulaciju povišenog krvnog pritiska, regulacijom ishrane i upotrebom farmakoloških sredstava. Preporučuje se i redovna kontrola krvnog pritiska;
- smanjenje lipida u krvi, takođe regulacijom ishrane, pre svega smanjenjem unosa masti i koncentrovanih ugljenih hidrata. U određenim slučajevima je moguće uzimanje farmakoloških sredstava;
- lečenje šećerne bolesti, redovna kontrola nivoa glukoze u krvi i uzimanjem terapije;
- momentalni prestanak pušenja cigareta.

U terapiji i prevenciji veliki udeo ima dijeta, koja direktan učinak ima na smanjenje nivoa lipida u krvi. Značajan je i prestanak uzimanja alkohola. Povećana fizička aktivnost je mali, ali bitan korak u prevenciji razvoja ateroskleroze.
Medikamentozna terapija podrazumeva uzimanje lekova iz sledećih grupa:
- Inhibitora HMG-CoA reduktaze – deluje na smanjenje povišenog holesterola i triglicerida;
- Fibrata – deluje na smanjenje triglicerida i LDL frakcije holesterola;
- Antioksidanasa, tj. vitamina C i E – smanjuju mogućnost oksidacije LDL holesterola;
- Derivata nikotinske kiseline, tj, niacina, odnosno vitamina B 3 – inhibiše sintezu VLDL holesterola u jetri, i deluje na skoro sve vrste hiperlipidemija;

## Prognoza
Prognoza ateroskleroze zavisi od brojnih faktora. Ukoliko se bolest na vreme dijagnostikuje, čak i pacijenti sa ozbiljnim problemima redovnim uzimanjem terapije mogu živeti dugi niz godina. Ozbiljan problem predstavljaju osobe kojima bolest nije klinički manifestovana, i kod kojih je naprasna srčana smrt ili ruptura aneurizme prvi simptom već odavno prisutnog oboljenja.

## Literatura
- Robbins, Pathologic basis of desease
- Patologija grupe autora Medicinskog fakulteta u Beogradu

## Spoljašnje veze
- Ateroskleroza na en.wikipedia
- MedlinePlus Medical Encyclopedia: Atherosclerosis
- Atherosclerosis: Heart and Blood Vessel Disorders: Merck Manual Home Edition
- Ateroskleroza na Kardionet

|  | Molimo Vas, obratite pažnju na važno upozorenje u vezi sa temama iz oblasti medicine (zdravlja). |